# سوزي شارب
سوزي شارب (بالإنجليزية: Susie Sharp)‏ هي محامية وقاضية أمريكية، ولدت في 7 يوليو 1907 في روكي ماونت في الولايات المتحدة، وتوفيت في 1 مارس 1996 في رالي في الولايات المتحدة.